# Męska prostytucja

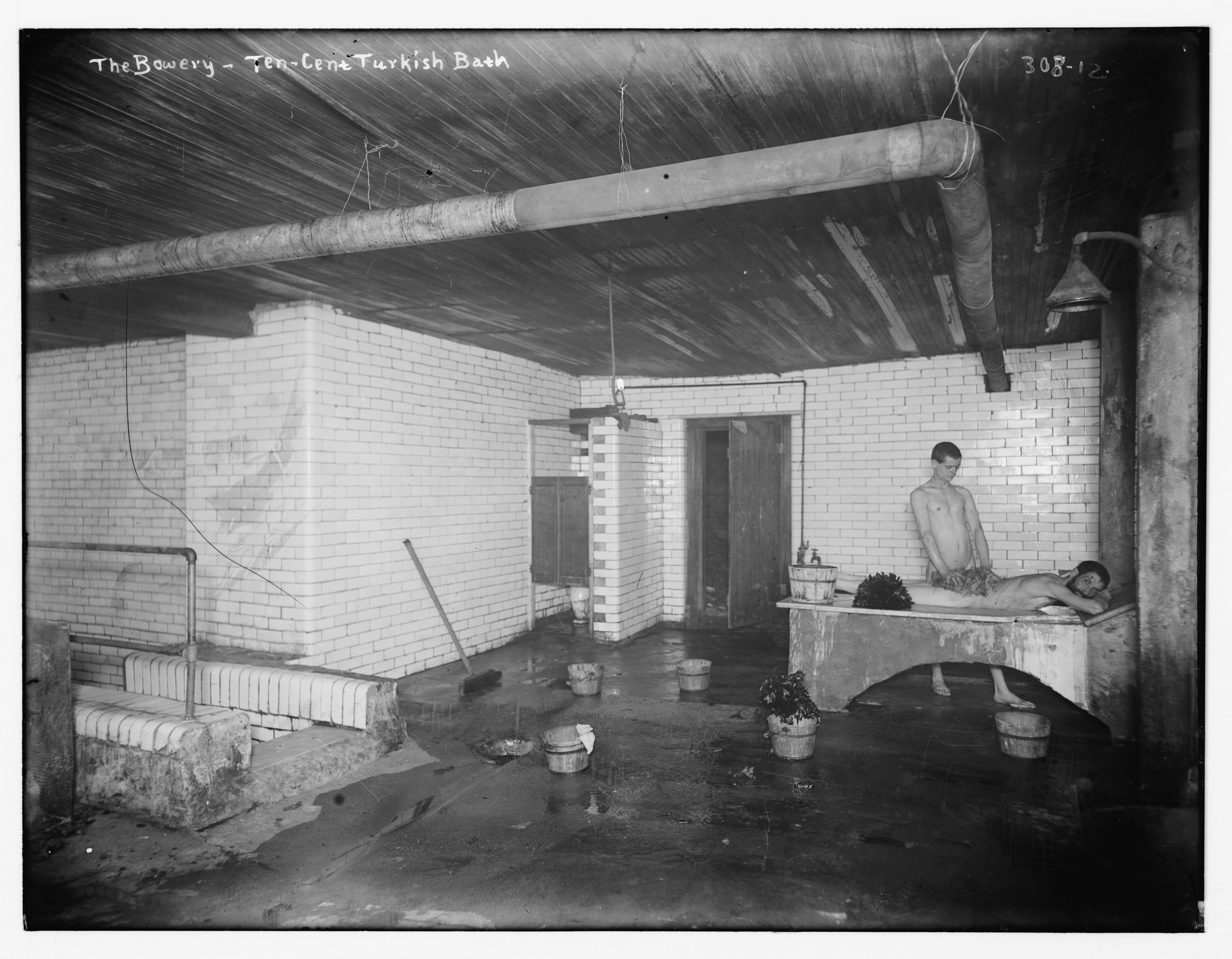
Nagi mężczyzna udziela masażu w łaźni tureckiej, Bowery (ulica), południowy Manhattan, około roku 1910

Męska prostytucja – forma prostytucji polegająca na świadczeniu przez tzw. męskie prostytutki usług seksualnych w zamian za zapłatę. Chociaż klienci męskich prostytutek mogą być dowolnej płci, zdecydowana większość stosunków odbywanych przez męskie prostytutki to stosunki męsko-męskie, zazwyczaj ze starszymi mężczyznami poszukującymi zaspokojenia swoich potrzeb seksualnych. Męska prostytucja była znacznie rzadziej badana przez naukowców niż prostytucja kobieca. Ma ona jednak długą historię, obejmującą m.in. regulacje związane z homoseksualnością, zmiany koncepcyjne dotyczące seksualności oraz wpływ epidemii HIV/AIDS. W ciągu ostatniego stulecia męska prostytucja przeszła różne przemiany, takie jak popularyzacja nowych aktów seksualnych, metod wynagradzania pracowników seksualnych oraz zaznaczenie swojej obecności w kinematografii.

## Klienci
Pracownicy seksualni spotykają się z podwójnym standardem: są krytykowani za „dostarczanie” seksu, podczas gdy klienci nie są potępiani za jego „kupowanie”.

### Charakterystyka klientów
Do najczęstszych powodów sięgania po usługi seksualne należą: obawa przed niemożnością znalezienia partnera bez płacenia, pociąg seksualny do osób niepełnoletnich lub niesatysfakcjonujące życie seksualne. Ogólnie rzecz biorąc, pracownik seksualny wypełnia seksualną lub emocjonalną pustkę, jakiej doświadcza klient.
Donald West wyróżnia trzy scenariusze, w których klienci mogą płacić za usługi seksualne:
- Są to żonaci mężczyźni z niezadowalającym lub nieistniejącym życiem seksualnym. Mogą być homoseksualni albo po prostu nieszczęśliwi w swoim obecnym związku, więc uciekają się do seksu komercyjnego[3].
- Są to mężczyźni mający pozornie zdrowe (heteroseksualne) małżeństwa, ale prowadzący równolegle homoseksualne życie, przez co wydają się być biseksualni[3].
- Są to nieżonaci mężczyźni, którzy ukrywają swoją orientację i boją się ujawnienia, albo jawni geje szukający większej liczby okazji do seksu[3].

Klienci często życzą sobie seksu analnego, jednak najczęściej zamawianymi usługami są wzajemna masturbacja i seks oralny.

### Więzi i wsparcie
W niektórych przypadkach między klientem a pracownikiem seksualnym mogą nawiązać się relacje przyjacielskie, w których nie dochodzi do aktywności seksualnej. Klienci mogą finansować edukację pracownika seksualnego, pomagać im znaleźć innych klientów lub pracę, a także zapewniać jedzenie, schronienie czy ubrania. W rezultacie pracownicy seksualni często wyrażają się pozytywnie o swoich klientach — w ten sposób zaspokajane są potrzeby obu stron.

### Publikacje anglojęzyczne
- Ronald John Weitzer: Sex for Sale: Prostitution, Pornography, and the Sex Industry. Routledge, 2000. ISBN 978-0-415-92294-4. (ang.).
- Trevon D. Logan. Personal Characteristics, Sexual Behaviors, and Male Sex Work: A Quantitative Approach. „American Sociological Review”. 75 (5), s. 679-704, październik 2010. DOI: 10.1177/0003122410379581. ISSN 0003-1224. JSTOR: 20799485. S2CID 145533019. [dostęp 2025-05-02]. (ang.).